# Carrapichana
Carrapichana é uma povoação portuguesa sede da Freguesia de Carrapichana do Município de Celorico da Beira, freguesia com 5,6 km² de área e 180 habitantes (censo de 2021), tendo, por isso, uma densidade populacional de 32,1 hab./km².

## História
Antes de integrar o Município (anterior concelho) de Celorico da Beira, em 1855, fez parte do Concelho de Linhares extinto pelo decreto de 24 de Outubro desse ano.

## Demografia
A população registada nos censos foi:
| Distribuição da População por Grupos Etários | Distribuição da População por Grupos Etários | Distribuição da População por Grupos Etários | Distribuição da População por Grupos Etários | Distribuição da População por Grupos Etários |
| -------------------------------------------- | -------------------------------------------- | -------------------------------------------- | -------------------------------------------- | -------------------------------------------- |
| Ano                                          | 0-14 Anos                                    | 15-24 Anos                                   | 25-64 Anos                                   | > 65 Anos                                    |
| 2001                                         | 30                                           | 38                                           | 117                                          | 84                                           |
| 2011                                         | 21                                           | 22                                           | 94                                           | 79                                           |
| 2021                                         | 18                                           | 10                                           | 72                                           | 80                                           |

## Património
- Igreja de São Lourenço